# Microphthalmus pseudaberrans
Microphthalmus pseudaberrans är en ringmaskart som beskrevs av Campoy och Viéitez 1982. Microphthalmus pseudaberrans ingår i släktet Microphthalmus, och familjen Hesionidae. Arten har ej påträffats i Sverige.